# Ochicanthon obscurus
Ochicanthon obscurus är en skalbaggsart som beskrevs av Antoine Boucomont 1920. Ochicanthon obscurus ingår i släktet Ochicanthon och familjen bladhorningar. Inga underarter finns listade i Catalogue of Life.